# Voo VASP 555
O Voo VASP 555 (ICAO: VASP 555) foi uma rota comercial doméstica do Brasil operada pela companhia brasileira VASP, que realizava o percurso Campo Grande a São Paulo, com escala em Londrina.
Às 18:30 de 14 de setembro 1969, o avião Douglas C-47B-45-DK prefixo PP-SPP decolou de sua escala prevista no aeroporto de Londrina rumo ao aeroporto de Congonhas, em São Paulo. Porém, na divisa entre Paraná e São Paulo, já na metade do percurso, na altura da cidade de Ourinhos, os pilotos perderam o motor esquerdo da aeronave. Essa situação, somada também às más condições climáticas naquele momento em São Paulo, motivou o comandante Jorge Menezes Valadão a declarar emergência e a retornar ao aeroporto de Londrina. Após abortar a sua primeira tentativa de pouso, e durante a sua arremetida, os pilotos não conseguiram ganhar altitude, a aeronave fez curva acentuada à esquerda e entrou em estol, caindo em seguida a 1 km da pista. Com a queda e a subsequente explosão todas as 20 pessoas a bordo morreram, entre tripulantes e passageiros.

## Acidente
O Voo VASP 555 era uma rota doméstica operada pela companhia brasileira VASP, que envolvia o percurso entre Campo Grande a São Paulo, com uma escala em Londrina. O Douglas da VASP decolou de Londrina para São Paulo às 18h30 de um domingo, em 14 de setembro de 1969, realizando o último segmento do Voo Vasp 555, que se iniciara em Campo Grande, na manhã daquele mesmo dia. Estavam a bordo 14 passageiros e 6 tripulantes, cujo voo era comandado por Jorge Menezes Valadão, auxiliado pelo co-piloto Bem Hur Queiroz, radiotelegrafista Gilberto Augusto Monteiro e comissários Anibal Ferreira, Iva Bella Lylyio Jr. e Waldermar Portela Lopes. Na altura da cidade de Ourinhos, o motor Pratt & Whitney R-1830-90C do lado esquerdo começou a falhar e os pilotos decidiram desligá-lo e embandeirar a sua hélice, isto é, numa posição em que ela ficou imobilizada para não causar arrasto.
Como as condições meteorológicas do Aeroporto de Congonhas não eram favoráveis e já era noite, o cmte. Valadão então declarou emergência e retornou à Londrina, onde o tempo era bom. Após 50 minutos, o Douglas PP-SPP se aproximava em condição monomotor da pista 12 (atualmente, pista 13) de Londrina. Nesse momento, as emissoras de rádio de Londrina ficaram sabendo da situação e passaram a noticiar o drama do voo da Vasp. Valadão teria também realizado apelos dirigidos aos rádio amadores da cidade dando conta da situação do voo e da necessidade de um pouso de emergência, que precisava ser auxiliado com faróis de automóveis dispostos ao lado da pista do aeroporto, que na época não era equipado para pousos noturnos.
A torre de controle acionou os bombeiros da cidade, que então passaram a aguardar o pouso do Douglas C-47 ao lado da pista. Sem outra referência a não ser as luzes de balizamento, o cmte. Valadão efetuou uma aproximação alta demais e com muita velocidade. O piloto chegou a tocar no último terço da pista que na época era de 1.600 metros, mas, temendo não conseguir parar o avião antes do final da pista, decidiu arremeter para executar nova aproximação. Porém, nesse momento, o avião estava em baixa velocidade e na tentativa de arremeter não conseguiu obter potência suficiente para ganhar altitude, ultrapassou a cabeceira da pista, iniciou uma curva acentuada à esquerda (lado do motor avariado), entrou em Estol e, por fim, caiu e explodiu em seguida, a 1 km da cabeceira da pista, em local do então Horto Florestal de Londrina, atual Jardim Monterrey, zona leste da cidade. A queda deixou 1 ferido com gravidade e 19 mortos, entre tripulantes e passageiros. Porém, o comissário Anibal Ferreira, ferido gravemente na queda, veio a falecer posteriormente no Hospital Santa Casa da cidade.
Segundo relatórios, durante a arremetida o avião estava abaixo da velocidade mínima de controle monomotor (VMC), de 88 mph, o que motivou a guinada à esquerda e o estol, fazendo a aeronave bater no solo quase de dorso.
João Garcia, funcionário de uma cervejaria naquela cidade, foi uma das primeiras pessoas a chegar ao local da queda. Conforme os seus relatos: “Estava em minha residência, por volta das 20:30, vendo televisão, quando ouvi uma explosão aproximadamente a 600 metros de distância. Julguei que fosse algum transformador do tipo existente na cervejaria e sai correndo de casa para verificar, pois moro logo ao lado da industria. Foi quando notei as labaredas que vinham do Horto Florestal. Quando lá cheguei, havia diversos corpos presos nas ferragens, e meia dúzia de pessoas socorria o único sobrevivente, que fora “cuspido” uns trinta metros para longe do avião. Mas imediatamente chegou o Corpo de Bombeiros, cuja preocupação maior foi a de isolar o fogo e, na medida do possível, retirar os corpos e os documentos (Folha de Londrina)”.